# Timuçin Şahin
Timuçin Şahin (3 februari 1973) is een Turkse jazzgitarist en componist.

## Biografie
Şahin speelde tijdens zijn schooltijd in Izmir rockgitaar. In 1992 verhuisde hij naar Nederland, waar hij jazzgitaar studeerde aan de conservatoria van Hilversum en Amsterdam. Daarna studeerde hij in Amsterdam en aan de Manhattan School of Music in New York klassieke compositie. 
Als sideman werkte hij met de muzikanten Randy Brecker, Greg Osby, Kai Eckhardt, Mike Mainieri, Mark Turner, Tony Moreno, Aydın Esen, Gene Jackson, Dave Kikoski, Ernst Reijseger, Armando Gola, Donny McCaslin, Thomas Morgan, Sean Rickman en Marcel Wierckx.
Tegenwoordig leidt Şahin een kwartet met saxofonist John O'Gallagher, bassist Thomas Morgan en drummer Tyshawn Sorey. In 2009 trad hij op tijdens het Moers Festival en het North Sea Jazz Festival. Hij doceert jazzgitaar en compositie o.a. aan de Manhattan School of Music, de New York University en de conservatoria van Amsterdam en Tilburg.

## Onderscheidingen
Met zijn jazztrio On the Line (met Robin Eubanks en Hein van de Geyn) won hij in 2001 de Dutch Jazz Competition, tijdens het daaropvolgende jaar haalde hij tijdens de Jur Naessens Muziek Prijs de tweede prijs. In 2006 kreeg hij voor zijn door het Concertgebouw Jazz Orchestra opgevoerde muziek de tweede prijs bij de Deloitte Jazz Award.

## Discografie
- 2001: On the Line: The Unexpected
- 2003: Slick Road (met Robin Eubanks, Hein van de Geyn, Afra Mussawisade en B.C. Manjunath)
- 2005: Window for my breath (met Kai Eckhardt en Owen Hart jr.)

- Gemeinsame Normdatei: 139129049
- International Standard Name Identifier: 0000 0000 7107 1042
- MusicBrainz: 93f53775-acc6-4c7d-b172-b3eb8161a643
- Virtual International Authority File: 100433966
- WorldCat: E39PBJjRX3JRQh8wQH4Y64v8md